# Флоріан Мюльштайн
Флоріан Мюльштайн (нім. Florian Mühlstein, нар. 12 листопада 1990, Філлах) — австрійський хокеїст, захисник, був гравцем збірної команди Австрії.

## Ігрова кар'єра
Професійну хокейну кар'єру розпочав 2005 року виступами за команду «Клагенфурт». Влітку 2009 Флоріан перейшов до «Ред Булл» (Зальцбург). 4 березня 2015 захисник уклав однорічний контракт з клубом «Філлах». Завершив кар'єру в 2017 році.
У складі національної збірної Австрії брав участь у чемпіонаті світу 2015 року.

## Нагороди та досягнення
- Чемпіон Австрії в складі «Клагенфурт» — 2009.
- Чемпіон Австрії в складі «Ред Булл» (Зальцбург) — 2010, 2011, 2015.